# Plan Dalet
Mit dem Plan Dalet (hebräisch תָּכְנִית ד׳ Tochnīt Dalet, deutsch ‚Plan D‘) ging der Generalstab der Haganah im Laufe des Palästinakriegs 1947–1949 von defensiver zu offensiver Strategie über. 

## Hintergründe
1947 befanden sich nur 5,8 % des gesamten Ackerlandes von Palästina im jüdischen Besitz. Nur wenige Juden lebten zu dieser Zeit in ländlichen Gebieten, in den Städten war das Verhältnis von Arabern und Juden annähernd ähnlich. Der UN-Teilungsplan für Palästina sah vor, dass der jüdische Staat 56 % der Fläche erhalten würde, wo 499.000 Juden und 438.000 Palästinenser lebten.

## Ziele
Federführend bei der Planung war der Chef der Operationsabteilung des Generalstabs Jiggaʾel Jadin. Der Plan wurde im März 1948 endgültig formuliert und am 10. März 1948 an die Befehlshaber der jeweiligen Brigaden ausgegeben.
Der Plan selbst formulierte folgende Ziele:
- Sicherung der jüdischen Ortschaften innerhalb und außerhalb des jüdischen Territoriums gemäß dem UN-Teilungsplan für Palästina
- Sicherung der für die Nachschubversorgung notwendigen Verkehrswege
- Sicherung der Grenzgebiete, durch die der Durchmarsch arabischer regulärer Truppen zu erwarten ist

## Operationen
Der Plan gab den jeweiligen Brigaden Einsatzziele vor und gab den Brigadekommandeuren Instruktionen für das Vorgehen gegen die nichtjüdische palästinensische Zivilbevölkerung, die der Plan als Gefahr für die Kriegsanstrengungen des Jischuvs ansah. So autorisierte Plan Dalet die Brigadekommandeure zur Zerstörung von Dörfern und Vertreibungen, falls dies die Brigadebefehlshaber als militärisch notwendig ansahen. Der Plan selbst wurde nie formal in Kraft gesetzt, diente jedoch als Blaupause für die Operationen der Haganah, welche nach und nach durchgeführt wurden. Als erste vom Plan Dalet vorgezeichnete Offensive wird Operation Nachschon angesehen. Die Repressionsmaßnahmen, welche im Plan gegen die arabische Bevölkerung vorgesehen waren, wurden nur in Obergaliläa systematisch ausgeschöpft. Die Aktionen im Rahmen von Plan D werden nicht als Hauptverursacher der Flucht der arabischen Bevölkerung gesehen, da die Flüchtlingsbewegungen bereits vor der Operation Nachschon begannen.